# Romina
Romina es una telenovela argentina producida y dirigida para ATC (hoy Televisión Pública) en 1980. Fue protagonizada por Dora Baret y Víctor Hugo Vieyra, como también con Gigí Ruá y Edith Boado en los roles antagónicos. Además contó con las participaciones estelares de Daniel Lago, Rubén Stella, Juan Vitali y Arturo Bonín.

## Argumento
Romina relata la historia de una mujer que asiste a la muerte de su mejor amiga, y cumple con el pedido de esta, que le cuide a su hijo como si fuera propio. Romina no puede explicarle a todo el mundo como es que llegó a tener a esta criatura y termina rompiendo su noviazgo de años a punto de casarse, y triste y sola, acepta el pedido de su jefe, Elías, un terrateniente prestigioso, que le propone casamiento, y ser el padre del hijo de romina. Elías muere al poco tiempo dejando una cuantiosa fortuna al nombre de Romina, además de administrar los campos de la familia. Allí Romina deberá enfrentar más problemas, una tía alcohólica llamada Clara que siempre estuvo enamorada de Elias, tres hijos engreídos y malvados; Juampa el menor, Julieta la más seria y discriminadora, y Alfredo el mayor de los hermanos. Romina también conoce el amor que aparece del brazo de un capataz de la estancia. La figura fría y distante de Romina, de a poco va cambiando, dando lugar a la verdadera mujer que siempre fue y que debió endurecerse por las situaciones que tuvo que pasar.

## Elenco
- Dora Baret - Romina Blázquez de Guilmaín
- Víctor Hugo Vieyra - Horacio
- Ariel Keller - Elías Guilmaín
- Edith Boado - Clara
- Gigí Ruá - Julieta Guilmaín
- Rubén Stella - Andrés Guilmaín
- Daniel Lago -  Juan Pablo "Juampa" Guilmaín
- Juan Vitali - Omar
- Aideé Suárez - Inés
- Ernesto Larrese - Alfredo Guilmaín
- Nelly Tesolín - Magdalena
- Arturo Bonín - Alcántara
- Gloria Antier - Sor Aurora
- Constanza Maral - Constanza
- Alicia Anderson - Serafina
- Stella de la Rosa - Sor Eulogia
- Rosa Ferré - Nuria
- Adrián Martel - Valentín
- Graciela Isern - Sor Hernestina
- Natacha Nohani - Elvira
- Cris Morena - Viveka
- Sergio Vallina - German
- Nora Nuñez - Fausta
- Litto Soriano - Lino
- Mari Cruz Soriano - Ella misma
- Amelia Bence
- Juan Días

## Equipo de producción
- Historia: Thomas Hardy
- Adaptación: Carlos Lozano Dana
- Tema: Sueños
- Editor musical: Jorge Sacullo
- Intérprete: Mari Cruz Soriano
- Sonido: J.S. Maurides
- Escenografía: Rolando Fabián
- Operador de cámaras: Sergio Dowhan y Juan Carlos Sánchez
- Operador de video: Carlos Alberto Miño
- Técnico de iluminación: Héctor Nastasi
- Diseño de vestuario: Beatriz Muicey
- Asistente de producción: Luli Szeinblum
- Asistente de dirección: Juan Carlos Chavaris
- Dirección: Alberto Moneo
- Productor: Washington Lovera
- Producción ejecutiva: Carlos Lozano Dana